# روبرتو راموس
روبرتو راموس هو منافس ألعاب قوى كوبي، ولد في 6 أغسطس 1959.

## وصلات خارجية
- روبرتو راموس على موقع الاتحاد الدولي لألعاب القوى (الإنجليزية)